# Bão và áp thấp nhiệt đới tại Việt Nam

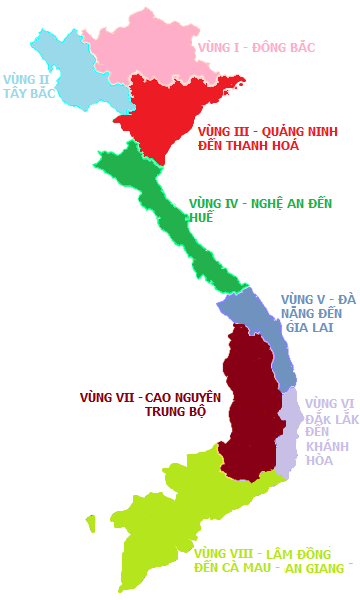
Phân vùng bão và áp thấp nhiệt đới tại Việt Nam theo Quyết định 2901 năm 2016 của Bộ Tài nguyên và Môi trường Việt Nam

Việt Nam là một quốc gia nằm ở khu vực Đông Nam Á thường chịu sự tác động của bão và áp thấp nhiệt đới, có khoảng từ 11 đến 13 cơn bão và áp thấp nhiệt đới đi vào khu vực Biển Đông trong giai đoạn từ tháng 6 đến tháng 11 hằng năm. Mỗi năm, có khoảng bốn đến sáu cơn bão hoặc áp thấp nhiệt đới đổ bộ hoặc ảnh hưởng trực tiếp đến đất liền Việt Nam. Theo quy luật khí hậu, mùa bão tại Việt Nam chậm dần từ Bắc vào Nam, với tần suất bão nhiều nhất ở các tỉnh ven biển từ Quảng Ninh đến Thanh Hóa và thấp nhất ở khu vực từ Lâm Đồng đến Cà Mau và An Giang. Bão và áp thấp nhiệt đới hằng năm đều tác động mạnh và gây thiệt hại cả về kinh tế và đời sống đối với quốc gia này.
Bất kỳ cơn bão nhiệt đới nào khi đi vào biển Đông đều được theo dõi và phát tin bởi Trung tâm Dự báo khí tượng thủy văn quốc gia Việt Nam (NCHMF), ngoài tên quốc tế do Cục Khí tượng Nhật Bản (JMA) đặt. Cơ quan nhà nước này cũng thường xuyên ban hành các bản tin thời tiết và khuyến cáo cho công chúng, đặc biệt là trong thời gian có bão. Công tác phòng chống bão, áp thấp nhiệt đới nói riêng và thiên tai nói chung cũng được chính quyền Việt Nam quan tâm. Quốc gia này đã thành lập Ban Chỉ đạo Phòng thủ dân sự quốc gia nhằm lên phương án và triển khai các kế hoạch ứng phó với bão, áp thấp nhiệt đới và các loại hình thiên tai. Một thang cảnh báo cấp độ rủi ro thiên tai gồm năm cấp, được ban hành theo Quyết định số 18/QĐ–TTg năm 2021 của Thủ tướng Chính phủ Việt Nam, sẽ áp dụng cho toàn bộ hoặc một phần các tỉnh và địa phương bị ảnh hưởng bởi bão và áp thấp nhiệt đới khi chúng được dự báo có khả năng ảnh hưởng đến đất liền Việt Nam.
Bão và áp thấp nhiệt đới tại Việt Nam cũng có những ảnh hưởng trong văn hóa đại chúng và trong cộng đồng tại Việt Nam, trong đó từ "bão" cũng được dùng để chỉ cho việc xuống đường ăn mừng của người Việt khi đội tuyển bóng đá nước này giành chiến thắng tại các giải đấu lớn ở cấp quốc tế.

## Khái quát chung

### Từ nguyên và định nghĩa
Bão có nguồn gốc từ chữ "暴" (Hán-Việt: bạo). Theo Hoàng Phê (2003), “Bão” có nghĩa chỉ “gió xoáy ở phạm vi rộng trong một vùng có áp suất không khí giảm xuống rất thấp, thường phát sinh từ biển khơi, có sức phá hoại dữ dội do gió lớn, mưa to”.
Nguyễn Đức Ngữ (1998) định nghĩa xoáy thuận là những nhiễu động khí quyển với khí áp giảm từ ngoài rìa vào tâm, và ở bán cầu Bắc gió thổi theo ngược chiều kim đồng hồ. Trung tâm Dự báo khí tượng thủy văn quốc gia Việt Nam định nghĩa bão và áp thấp nhiệt đới được gọi chung là xoáy thuận nhiệt đới, "là một vùng gió xoáy, có đường kính tới hàng trăm kilômét, hình thành trên vùng biển nhiệt đới; ở Bắc bán cầu, gió thổi xoáy vào trung tâm theo hướng ngược chiều kim đồng hồ; áp suất khí quyển trong bão thấp hơn rất nhiều so với xung quanh và thường thấp hơn 1000mb". Phụ thuộc vào vị trí và cường độ, xoáy thuận nhiệt đới được đề cập đến bằng các tên gọi khác nhau. Tại khu vực Tây Bắc Thái Bình Dương, bao gồm Việt Nam, giới khí tượng học sử dụng thuật ngữ "typhoon" (bằng tiếng Anh) để gọi những cơn bão nhiệt đới có sức gió tối thiểu đạt 118 km/h (73 mph), theo quy định của Cục Khí tượng Nhật Bản, đơn vị đặt Trung tâm Khí tượng chuyên ngành khu vực (RSMC Tokyo) của Tây Bắc Thái Bình Dương theo phân công của Tổ chức Khí tượng Thế giới (WMO).

### Khí tượng
| Phân loại         | Cường độ                      |
| ----------------- | ----------------------------- |
| Áp thấp nhiệt đới | 39–61 km/h (cấp 6–7)          |
| Bão (bão thường)  | 62–88 km/h (cấp 8–9)          |
| Bão mạnh          | 89–117 km/h (cấp 10–11)       |
| Bão rất mạnh      | 118–183 km/h (cấp 12–15)      |
| Siêu bão          | ≥184 km/h (từ cấp 16 trở lên) |

Tại Việt Nam, cũng như khu vực Tây Bắc Thái Bình Dương, bão và áp thấp nhiệt đới nói chung hoạt động quanh năm từ tháng 1 đến tháng 12. Tuy nhiên, mùa bão ở Việt Nam thường được cho là tính từ tháng 6 đến tháng 11. Trung bình nhiều năm trên biển Đông ghi nhận từ 11 đến 13 cơn bão và áp thấp nhiệt đới hoạt động, và mùa bão trên biển Đông được đánh giá là chậm dần từ Bắc vào Nam. Mùa bão ở biển Đông hoạt động mạnh nhất vào các tháng 7, 8, 9, 10 với trung bình khoảng 2 xoáy thuận nhiệt đới hoạt động mỗi tháng. Tuy nhiên, vẫn có những năm xuất hiện nhiều bão trên biển Đông với kỷ lục là 16 cơn bão và 4 áp thấp nhiệt đới vào năm 2017. Ngược lại, cũng có những năm ít bão, trong đó năm ít bão nhất trên biển Đông là năm 1969 với tổng cộng 5 xoáy thuận nhiệt đới. Một nghiên cứu điều tra về mối tương quan giữa lượng mưa và xoáy thuận nhiệt đới khi xuất hiện các hiện tượng El Niño và La Niña, và cho thấy rằng có sự gia tăng lượng mưa và xoáy thuận nhiệt đới trong điều kiện La Niña.
Việt Nam sử dụng thang sức gió Beaufort để đo cường độ bão. Trước năm 2006, thang đo gió bão ở Việt Nam chỉ sử dụng đến cấp 12 và trên cấp 12. Sau các cơn bão Chanchu và Xangsane năm 2006, Chính phủ Việt Nam đã ban hành Quyết định 245/2006/QĐ–TTg, quy định mở rộng thang sức gió ở Việt Nam lên cấp 17 (tối đa 220 km/h). Hiện nay tại Việt Nam, theo Quyết định 18/2021/QĐ–TTg quy định về dự báo, cảnh báo, truyền tin thiên tai và cấp độ rủi ro thiên tai do Thủ tướng Chính phủ ban hành, thang đo bão tại Việt Nam gồm 5 loại, bao gồm áp thấp nhiệt đới, bão (thường), bão mạnh, bão rất mạnh và siêu bão. Thang sức gió tại Việt Nam theo quy định này cũng chỉ dừng đến cấp 17 và trên cấp 17.

### Phân vùng bão
| Vùng | Khu vực                                                  |
| ---- | -------------------------------------------------------- |
| I    | Đông Bắc (5 tỉnh)                                        |
| II   | Tây Bắc (3 tỉnh)                                         |
| III  | Đồng bằng, trung du Bắc Bộ và Thanh Hóa (8 tỉnh)         |
| IV   | Nghệ An đến Huế (4 tỉnh)                                 |
| V    | Đà Nẵng đến Gia Lai (3 tỉnh)                             |
| VI   | Đắk Lắk đến Khánh Hoà (2 tỉnh)                           |
| VII  | Phía Tây các tỉnh Quảng Ngãi, Gia Lai, Đắk Lắk, Lâm Đồng |
| VIII | Lâm Đồng đến Cà Mau—An Giang và Nam Bộ (9 tỉnh)          |

Sau bão Haiyan năm 2013, Chính phủ Việt Nam bắt đầu triển khai xây dựng kịch bản ứng phó với bão mạnh, siêu bão. Quyết định số 1857/QĐ–BTNMT ngày 29 tháng 8 năm 2014 của Bộ Tài nguyên và Môi trường Việt Nam đã chia vùng bão ở Việt Nam thành 5 vùng là từ Quảng Ninh đến Thanh Hóa, Nghệ An đến Thừa Thiên-Huế, Đà Nẵng đến Bình Định, Phú Yên đến Khánh Hòa và Ninh Thuận đến Cà Mau. Đến năm 2016, Bộ Tài nguyên và Môi trường Việt Nam tiếp tục phân chia Việt Nam thành 8 vùng ảnh hưởng bởi bão và áp thấp nhiệt đới. 8 vùng này bao gồm: vùng Đông Bắc; vùng Tây Bắc; đồng bằng, trung du Bắc Bộ và ven biển từ Quảng Ninh đến Thanh Hóa; từ Nghệ An đến Huế; từ Đà Nẵng đến Bình Định (từ ngày 1 tháng 7 năm 2025 là tỉnh Gia Lai); từ Phú Yên đến Ninh Thuận (từ ngày 1 tháng 7 năm 2025 là tỉnh Đắk Lắk mở rộng và tỉnh Khánh Hoà mở rộng); Tây Nguyên (từ ngày 1 tháng 7 năm 2025 gọi là vùng Cao nguyên Trung Bộ) và Nam Bộ (bao gồm cả Bình Thuận, từ ngày 1 tháng 7 năm 2025 là tỉnh Lâm Đồng).
Tuy nhiên, theo phân cấp quản lý khí tượng thủy văn Việt Nam từ năm 2025, 3 đài khí tượng thủy văn được sắp xếp theo 3 vùng là Đài khí tượng thủy văn Bắc Bộ; Đài khí tượng thủy văn Trung Bộ; Đài khí tượng thủy văn Nam Bộ. Trước đó, theo Quyết định 03/2018/QĐ–TTg, tại khu vực miền Bắc Việt Nam chia thành 4 đài khí tượng thủy văn gồm Tây Bắc, Đông Bắc, Việt Bắc và Đồng bằng Bắc Bộ. Vào năm 2023, Việt Nam có 7 đài khí tượng gồm Miền núi phía Bắc, Trung du và Đồng bằng Bắc Bộ, Bắc Trung Bộ, Trung Trung Bộ, Nam Trung Bộ, Tây Nguyên và Nam Bộ. Trong việc dự báo và cảnh báo thời tiết, Việt Nam được chia thành 6 khu vực bao gồm Tây Bắc Bộ, Đông Bắc Bộ, Thanh Hóa đến Huế, Đà Nẵng đến Lâm Đồng, Cao nguyên Trung Bộ và Nam Bộ. Ngoài ra, có nhiều nghiên cứu khác nhau cho các cách phân bổ vùng bão đổ bộ tại Việt Nam khác nhau.

## Bão đổ bộ vào Việt Nam

### Tần suất, quỹ đạo và cường độ
| STT | Bão                 | Năm  | Trị số khí áp | Trị số khí áp            | Nguồn         |
| STT | Bão                 | Năm  | Giá trị       | Tại                      | Nguồn         |
| --- | ------------------- | ---- | ------------- | ------------------------ | ------------- |
| 1   | Yagi (bão số 3)     | 2024 | 955,2 hPa     | Bãi Cháy (Quảng Ninh)    | [ 33 ]        |
| 2   | Cecil (bão số 8)    | 1985 | 959,9 hPa     | Đông Hà (Quảng Trị)      | [ 34 ] [ 35 ] |
| 3   | Xangsane (bão số 6) | 2006 | 963,3 hPa     | Đà Nẵng                  | [ 36 ]        |
| 4   | Sarah (bão số 2)    | 1977 | 963,4 hPa     | Phù Liễn (Hải Phòng)     | [ e ] [ 37 ]  |
| 5   | Doksuri (bão số 10) | 2017 | 966,6 hPa     | Ba Đồn (Quảng Bình cũ)   | [ 38 ]        |
| 6   | Wayne (bão số 5)    | 1986 | 967,4 hPa     | Nam Định (cũ)            | [ 39 ]        |
| 7   | Vera (bão số 3)     | 1983 | 968,3 hPa     | Cửa Ông (Quảng Ninh)     | [ 40 ]        |
| 8   | Frankie (bão số 2)  | 1996 | 969 hPa       | Văn Lý (Nam Định cũ)     | [ 41 ]        |
| 9   | Wutip (bão số 10)   | 2013 | 969,2 hPa     | Đồng Hới (Quảng Bình cũ) | [ 42 ]        |
| 10  | Molave (bão số 9)   | 2020 | 971,9 hPa     | Quảng Ngãi               | [ 43 ]        |

Trung bình hằng năm Việt Nam chịu ảnh hưởng của 6–8 xoáy thuận nhiệt đới, trong đó có từ 4 đến 6 cơn đổ bộ vào nước này. Theo nghiên cứu của Nguyễn Văn Thắng và cộng sự, trong giai đoạn 1961–2014, tháng 9 là tháng có số cơn bão đổ bộ Việt Nam nhiều nhất. Tuy nhiên, có những năm không ghi nhận bão đổ bộ vào Việt Nam như năm 1976, 2002 và 2023. Chuỗi ngày dài nhất không có bão đổ bộ vào bờ biển Việt Nam là từ ngày 16 tháng 10 năm 2022 đến ngày 22 tháng 7 năm 2024 (646 ngày). Về năm có nhiều bão nhất đổ bộ Việt Nam, theo một nghiên cứu, là năm 1973 với 12 cơn bão và áp thấp nhiệt đới; trong khi đó có một nghiên cứu khác đánh giá năm 1978 có đến 13 cơn ảnh hưởng đến đất liền Việt Nam. Một số nghiên cứu cũng chỉ ra vào những năm xảy ra hiện tượng La Niña, số lượng bão và áp thấp nhiệt đới ảnh hưởng đến Việt Nam trung bình lên tới 8,3 cơn/năm, nhiều hơn rõ rệt so với những năm có hiện tượng El Niño với mức 5,3 cơn/năm, và trong điều kiện La Niña thì tần suất bão và áp thấp nhiệt đới ảnh hưởng đến miền Trung Việt Nam cũng tăng lên. Chẳng hạn, các cơn bão và áp thấp nhiệt đới liên tiếp đổ bộ vào miền Trung trong năm 2020 gây ra lũ lụt thảm khốc tại vùng này. Theo tài liệu của Bộ Tài nguyên và Môi trường Việt Nam, tần suất bão đổ bộ bình quân cao nhất là tại khu vực đồng bằng, trung du Bắc Bộ và ven biển từ Quảng Ninh đến Thanh Hóa với 2,0 đến 2,5 cơn mỗi năm. Theo Nguyễn Xuân Chính và Nguyễn Đại Minh, vùng biển Bắc Bộ có mật độ bão (tính trên 100 km diện hứng của mặt bờ biển) cao nhất cả nước cũng như chiếm tới 43% số lượng các cơn bão mạnh. Bên cạnh đó, các cơn bão đổ bộ vào phía Bắc Việt Nam cũng được đánh giá là gây ra gió mạnh hơn các cơn bão đổ bộ vào các tỉnh phía Nam.
Ngoài ra, tài liệu của Bộ Tài nguyên và Môi trường Việt Nam cũng đánh giá khu vực ven biển Bắc Bộ đã từng ghi nhận sức gió lớn nhất ở Việt Nam là cấp 15 giật cấp 17, tương ứng với sức gió ghi nhận trong cơn bão Wendy năm 1968 là 50m/s giật 57m/s tại đài khí tượng Phù Liễn, trên khả năng của máy đo. Khi bão Sarah đổ bộ vào thành phố Hải Phòng ngày 21 tháng 7 năm 1977, gió giật mạnh nhất tại Phù Liễn ghi nhận được là 51m/s (cấp 16). Vào năm 1998, Nguyễn Đức Ngữ cho biết mức khí áp thấp nhất cho một cơn bão đổ bộ Việt Nam thuộc về bão Cecil năm 1985 với 959,9 hPa (28,35 inHg) đo tại Đông Hà, Quảng Trị. Vào năm 2024, một báo cáo của ngành khí tượng Việt Nam cho biết bão Yagi năm 2024 ghi nhận sức gió 50m/s giật 63m/s (tương đương cấp 15 giật trên cấp 17) tại Bãi Cháy, Quảng Ninh, mặc dù một số báo cáo công khai trong nước cho biết sức gió tại Bãi Cháy là 45m/s giật 62m/s (cấp 14 giật cấp 17), ngoài ra khí áp tại trạm này trong bão Yagi ghi nhận ở mức 955,2 hPa (28,21 inHg), đây cũng là mức khí áp thấp nhất đối với một cơn bão đổ bộ Việt Nam từ khi có số liệu đầy đủ. Yagi cũng được Chính phủ Việt Nam đánh giá là cơn bão mạnh nhất trong 30 năm qua trên biển Đông, và là cơn bão mạnh nhất đổ bộ vào đất liền Việt Nam trong 70 năm qua. Vận tốc gió bão trên 40 m/s (78 kn) đã nhiều lần được ghi nhận ở đồng bằng sông Hồng, và vùng ven biển tỉnh Quảng Ninh.

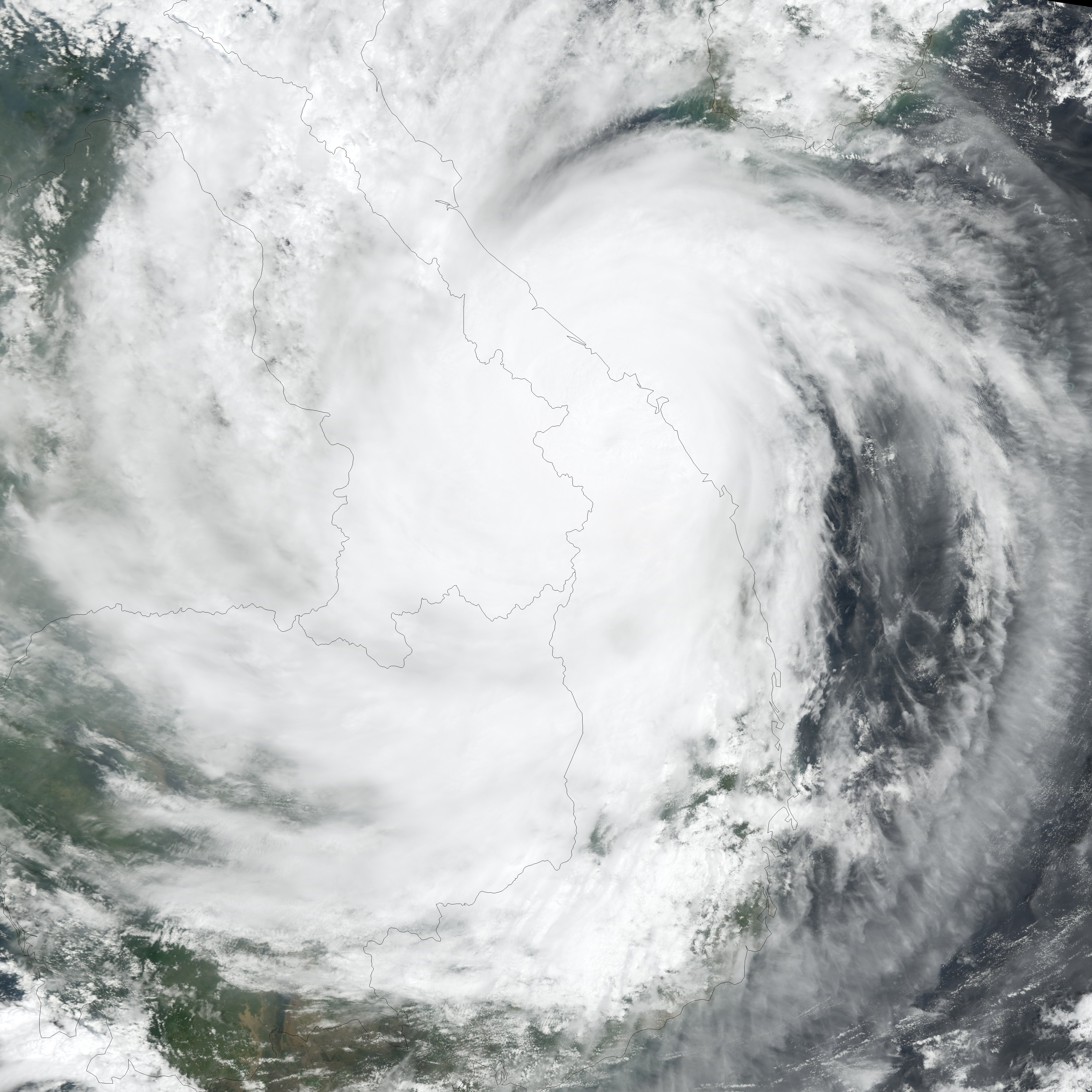
Bão Xangsane đổ bộ vào Đà Nẵng năm 2006, một trong những cơn bão mạnh nhất ở miền Trung Việt Nam

Đối với các tỉnh miền Trung Việt Nam, tần suất bão đổ bộ bình quân tại các khu vực từ Nghệ An đến Huế, từ Đà Nẵng đến Bình Định (từ ngày 1 tháng 7 năm 2025 là tỉnh Gia Lai) là 1,0 đến 1,5 cơn/vùng/năm, trong khi tại khu vực từ Phú Yên đến Ninh Thuận (từ ngày 1 tháng 7 năm 2025 là Khánh Hoà mở rộng) là 0,5 đến 1,0 cơn/năm. Do yếu tố địa lý, bờ biển dài mà số lượng bão đổ bộ vào miền Trung là nhiều nhất. Vùng bờ biển Bắc Trung Bộ được đánh giá có hướng Tây Bắc–Đông Nam, gần trùng với hướng di chuyển chủ đạo của bão. Cao điểm của mùa bão tại các tỉnh miền Trung thường diễn ra vào giai đoạn cuối năm, từ tháng 9 đến tháng 11. Cấp gió bão mạnh nhất đã từng xảy ra trên toàn miền là cấp 13–14, giật cấp 15–16, theo tài liệu của Bộ Tài nguyên và Môi trường. Một nghiên cứu chỉ ra, sức gió mạnh nhất quan trắc được trong bão tại Trung Bộ xảy ra vào năm 1964 khi bão Clara gây gió mạnh 48m/s (cấp 15) tại Kỳ Anh, Hà Tĩnh. Khu vực từ Thanh Hóa đến Quảng Trị giai đoạn từ 1956–1980 cũng nhiều lần ghi nhận gió mạnh lên đến trên 40m/s. Tại các tỉnh phía Nam Trung Bộ từ Đà Nẵng đến Ninh Thuận, mật độ bão và tỷ lệ bão mạnh thấp hơn vùng bờ biển Bắc Bộ và phía Bắc Trung Bộ. Tuy nhiên cũng xuất hiện những trường hợp bão gây gió mạnh lên đến cấp 13 và trên cấp 13 tại khu vực. Vào năm 2006, bão Xangsane đổ bộ vào Đà Nẵng gây gió mạnh 38 m/s tại trạm này, được một số trang báo đánh giá là "cơn bão mạnh nhất đổ bộ vào Việt Nam từ năm 1986 đến năm 2006"; trước đó bão Kyle năm 1993 cũng đã gây gió mạnh 40 m/s tương đương cấp 13 (có tài liệu ghi nhận là 44 m/s, tương đương cấp 14) tại Tuy Hòa. Đối với vùng Tây Nguyên, cường độ gió bão khi bão ảnh hưởng thường yếu hơn các tỉnh ven biển Trung Bộ, mạnh nhất chỉ ở cấp 9, giật cấp 10–11.
Đối với khu vực Bình Thuận (từ ngày 1 tháng 7 năm 2025 là tỉnh Lâm Đồng) và các tỉnh Nam Bộ, tần suất bão và áp thấp nhiệt đới đổ bộ và ảnh hưởng ít hơn các khu vực còn lại, trung bình dưới 0,5 cơn mỗi năm, một thống kê chỉ ra rằng trung bình khu vực này 5 năm mới xuất hiện một lần bão đổ bộ. Tốc độ gió mạnh nhất trên đất liền tại khu vực phía Nam, theo một nghiên cứu, là 28 m/s ghi nhận trong cơn bão Linda đổ bộ vào Cà Mau năm 1997. Tuy nhiên, trong các dự báo biến đổi khí hậu của Việt Nam, mùa bão tại Việt Nam có xu thế kết thúc muộn hơn và có nhiều cơn bão đổ bộ vào khu vực phía Nam hơn.
Về quỹ đạo bão khi đổ bộ vào Việt Nam, hướng di chuyển chủ yếu là hướng Tây Tây Bắc với vận tốc trung bình từ 15 đến 20 km/h. Vào giai đoạn cuối mùa mưa bão, do chịu ảnh hưởng từ các yếu tố như áp cao cận nhiệt Tây Thái Bình Dương và không khí lạnh, quỹ đạo bão có thể chếch về phía Tây và Tây Tây Nam, hướng về khu vực Trung Bộ và Nam Bộ. Tuy nhiên, cũng có những trường hợp quỹ đạo bão phức tạp, lắt léo, không theo quy luật, chẳng hạn như bão Wayne trước khi đổ bộ vào vùng Đồng bằng Bắc Bộ đã đi ra đi vào biển Đông 3 lần và quỹ đạo lòng vòng phức tạp, hoặc đi dọc bờ biển từ miền Trung lên miền Bắc như bão Kai-tak năm 2005, bão Sơn Tinh năm 2012, bên cạnh đó còn hình thành từ đất liền di chuyển ra bờ biển rồi đổ bộ đồng bằng Bắc Bộ như áp thấp nhiệt đới tháng 8 năm 1996 hay đi một vòng quanh đảo Hải Nam rồi đổ bộ Nghệ An, Hà Tĩnh như bão Willie cùng  năm.

### Tác động và thiệt hại
| TT                                                             | Tên bão                             | Thiệt hại (nghìn tỷ đồng) | Nguồn  |
| -------------------------------------------------------------- | ----------------------------------- | ------------------------- | ------ |
| 1                                                              | Yagi (bão số 3 năm 2024)            | 84,544                    | [ 80 ] |
| 2                                                              | Damrey (bão số 12 năm 2017)         | 22,680                    | [ 81 ] |
| 3                                                              | Doksuri (bão số 10 năm 2017)        | 18,402                    | [ 81 ] |
| 4                                                              | Ketsana (bão số 9 năm 2009)         | 16,078                    | [ 82 ] |
| 5                                                              | Wutip (bão số 10 năm 2013)          | 13,605                    | [ 83 ] |
| 6                                                              | Molave (bão số 9 năm 2020)          | 13,271                    | [ 84 ] |
| 7                                                              | Áp thấp nhiệt đới tháng 10 năm 2017 | 13,142                    | [ 81 ] |
| 8                                                              | Son-Tinh (bão số 8 năm 2012)        | 11,170                    | [ 85 ] |
| 9                                                              | Xangsane (bão số 6 năm 2006)        | 10,150                    | [ 86 ] |
| 10                                                             | Durian (bão số 9 năm 2006)          | 7,234                     | [ 87 ] |
| Nguồn: Cục Quản lý đê điều và Phòng, chống thiên tai, Tổng hợp |                                     |                           |        |

Theo một thống kê, Việt Nam nằm trong nhóm 10 quốc gia chịu ảnh hưởng của bão nhiều nhất trên thế giới. Khi đổ bộ hoặc ảnh hưởng trực tiếp đến đất liền Việt Nam, bên cạnh gây ra gió mạnh, các cơn bão còn gây các đợt mưa lớn tại các vùng chịu ảnh hưởng. Nhiều trường hợp bão và áp thấp nhiệt đới còn gây lũ, ngập lụt, sấm chớp, lốc xoáy, lũ ống, lũ quét tại Việt Nam.
Nhiều cơn bão khi đổ bộ vào Việt Nam gây ảnh hưởng đến đời sống nhân dân và kinh tế của nước này. Không chỉ gây thiệt hại về nhân mạng, bão và áp thấp nhiệt đới còn góp phần phá hoại mùa màng, gây ảnh hưởng đến sản xuất nông nghiệp. Ngoài ra, nhiều nhà ở của người dân, đặc biệt tại các vùng nông thôn, cũng như các công trình xây dựng như trường học, trạm y tế, hạ tầng giao thông, cột điện cao thế, cũng chịu những tác động tiêu cực. Bão khi đổ bộ vào các khu vực ven biển nhiều trường hợp còn gây ra hiện tượng nước dâng, gây thiệt hại đến hệ thống đê biển tại các vùng ảnh hưởng. Tuy nhiên, một số cơn bão khi đổ bộ vào Việt Nam không gây thiệt hại lớn, trái lại mang mưa và giải hạn, chẳng hạn như cơn bão số 1 (Sarah) năm 1983 khi đổ bộ vào Quảng Trị, Huế đã chấm dứt hạn hán đối với 190 nghìn hecta lúa.

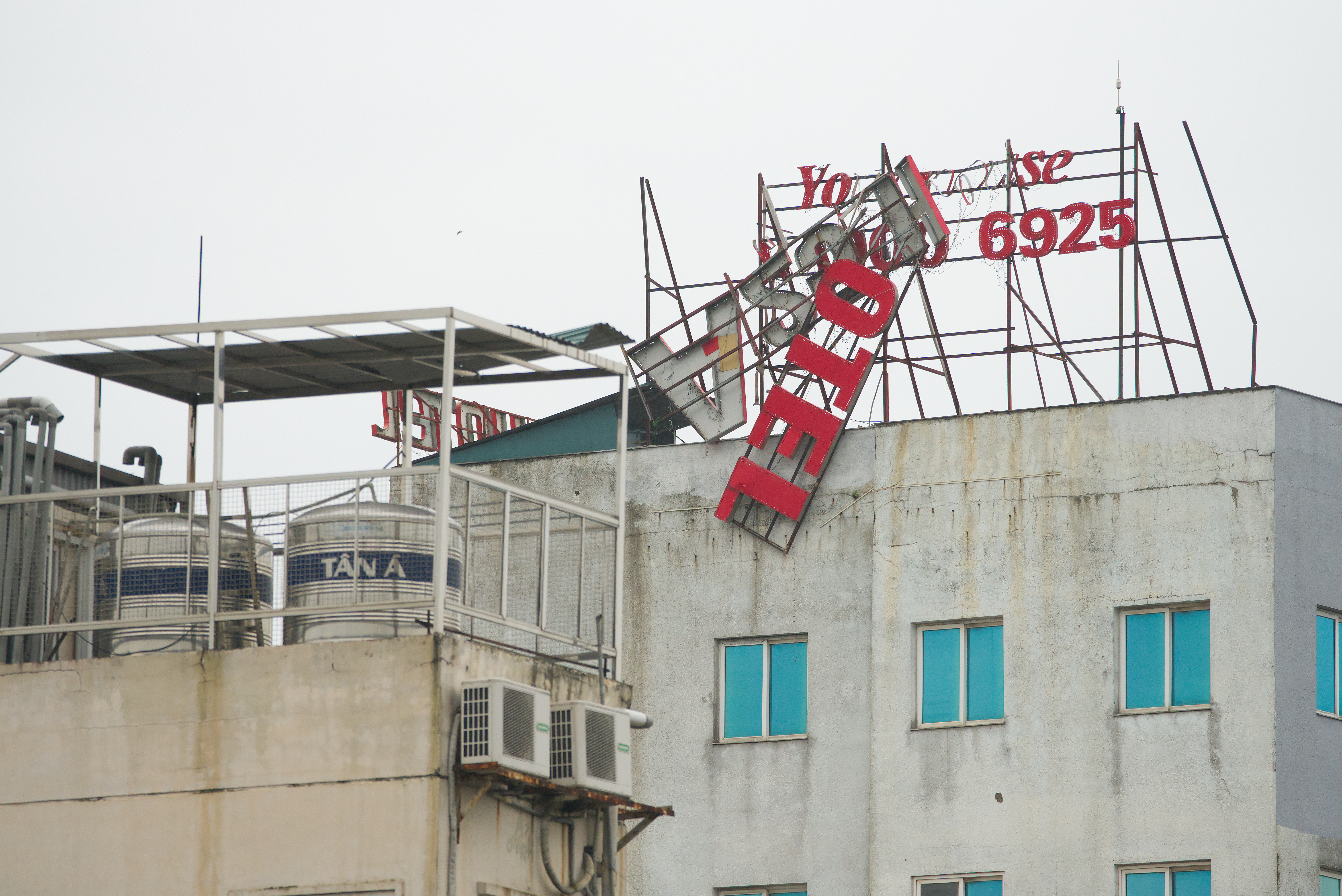
Bảng hiệu quảng cáo tại Hà Nội bị gãy trong cơn bão Yagi năm 2024

Một báo cáo cho biết thiệt hại về kinh tế do bão tại Việt Nam trong giai đoạn 1993–2013 tương đương 2,4% GDP trung bình hàng năm của nước này. Năm 2006, bão Xangsane đổ bộ vào Đà Nẵng gây thiệt hại nghiêm trọng, được đánh giá "làm chậm sự phát triển của thành phố này trong 10 năm". Vào năm 2017, thiên tai tại Việt Nam đã gây thiệt hại lên đến gần 60 nghìn tỷ đồng, mà phần nhiều do hai cơn bão số 10 (Doksuri) và bão số 12 (Damrey) gây ra tại các tỉnh miền Trung. Vào năm 2020, liên tiếp các trận bão và áp thấp nhiệt đới đổ bộ vào Trung Bộ đã góp phần gây nên lũ lụt thảm khốc và kéo dài, gây thiệt hại lên đến trên 30 nghìn tỷ đồng. Năm 2024, thiệt hại do thiên tai tại Việt Nam lên tới hơn 88 nghìn tỷ đồng, thì chỉ riêng bão Yagi lên đến 83,7 nghìn tỷ đồng, chiếm trên 90% thiệt hại do thiên tai năm 2024 và cũng là lớn nhất từ trước đến nay do thiên tai gây ra. Riêng đối với khu vực Nam Bộ, do ít khi chịu ảnh hưởng của bão, thái độ người dân bị đánh giá còn có phần chủ quan, một số cơn bão đổ bộ đã gây thiệt hại lên đến trên 7 nghìn tỷ đồng cùng hàng trăm đến hàng nghìn người thiệt mạng như Linda năm 1997 hay Durian năm 2006.

## Vấn đề dự báo và số liệu

### Dự báo và phòng chống
Việt Nam, nằm trong khu vực Tây Bắc Thái Bình Dương, thuộc khu vực quản lý của Trung tâm Khí tượng chuyên ngành khu vực (RSMC) thuộc Cục Khí tượng Nhật Bản, đây là đơn vị đặt tên quốc tế đối với các cơn bão trong khu vực. Ngoài ra, một số cơ quan khác như Đài thiên văn Hồng Kông, Trung tâm Cảnh báo Bão Liên hợp Hải quân Hoa Kỳ cũng tham gia dự báo cho các cơn bão ở biển Đông và Việt Nam. Tại Việt Nam, Trung tâm Dự báo khí tượng thủy văn quốc gia (NCHMF) theo dõi và dự báo cho một xoáy thuận nhiệt đới nếu nó đi vào phạm vi khu vực giám sát của cơ quan này. Theo Quyết định 18/2021/QĐ–TTg, việc phát tin cho một cơn bão nằm trong biển Đông được quy định đối với vùng biển phía tây 120°Đ và từ vĩ tuyến 5–23°N.
Từ năm 2021, việc dự báo và truyền tin thiên tai đối với các xoáy thuận nhiệt đới ở khu vực biển Đông và có khả năng ảnh hưởng đến đất liền Việt Nam gồm các cấp độ: tin bão/áp thấp nhiệt đới gần Biển Đông; tin bão/áp thấp nhiệt đới trên Biển Đông, tin bão/áp thấp nhiệt đới gần bờ, tin bão/áp thấp nhiệt đới trên đất liền và tin cuối cùng. Trước đó, theo Quyết định 46/2014/QĐ–TTg, có thêm cấp độ "tin bão/áp thấp nhiệt đới gần bờ" đối với các cơn xoáy thuận có khả năng tác động Việt Nam trong 48 giờ tới, tuy nhiên đến Quyết định 18/QĐ–TTg năm 2021 thì "Tin bão/áp thấp nhiệt đới gần bờ" bị bãi bỏ. Ngoài ra, Luật Khí tượng thủy văn của nước này cũng quy định các cơ quan truyền thông như Thông tấn xã Việt Nam, Đài Tiếng nói Việt Nam, Đài Truyền hình Việt Nam và báo chí cũng có trách nhiệm đưa tin, truyền phát các dự báo thiên tai. Một thang cảnh báo rủi ro thiên tai gồm 5 cấp cũng đã được Việt Nam áp dụng đối với tất cả các loại hình thiên tai, trong đó có bão và áp thấp nhiệt đới. Vào năm 2024, theo quy định tại Luật Phòng thủ dân sự 2023 do Quốc hội Việt Nam thông qua, trong công tác phòng chống bão lụt nói riêng và thiên tai nói chung, các tổ chức như Ban Chỉ đạo quốc gia về phòng chống thiên tai; Ủy ban ứng phó sự cố thiên tai – tìm kiếm cứu nạn được hợp nhất thành Ban chỉ đạo Phòng thủ dân sự quốc gia; ngoài ra cũng thành lập Ban chỉ đạo Phòng thủ dân sự tại các cấp trên cơ sở Ban chỉ huy phòng chống thiên tai và tìm kiếm cứu nạn của cấp tương ứng.

### Đánh giá và bê bối
Theo đánh giá của Đảng Cộng sản Việt Nam, công tác dự báo và cảnh báo thiên tai, khí tượng ở Việt Nam, trong đó có bão và áp thấp nhiệt đới, đã "đạt nhiều kết quả", chất lượng "dần tiệm cận trình độ của các nước tiên tiến trong khu vực và thế giới". Cơ quan dự báo của Việt Nam cũng đã phối hợp với nhiều cơ quan khí tượng của các nước trên thế giới trong việc dự báo thời tiết nguy hiểm, xoáy thuận nhiệt đới. Vào năm 2018, Việt Nam được lựa chọn đặt trung tâm hỗ trợ dự báo thời tiết nguy hiểm, bao gồm bão, cho khu vực Đông Nam Á.
Tuy nhiên, cũng theo Đảng Cộng sản Việt Nam, năng lực, chất lượng dự báo, cảnh báo tại Việt Nam "có mặt chưa đáp ứng được yêu cầu của thực tiễn"; các thông tin, dữ liệu "chưa được quản lý đồng bộ, thiếu cơ chế chia sẻ, sử dụng hiệu quả". Công tác dự báo bão của Việt Nam vẫn để xảy ra nhiều bê bối. Vào năm 2006, bão Chanchu làm thiệt mạng nhiều ngư dân Việt Nam hoạt động trên biển Đông, một số ý kiến cho rằng thảm họa này xảy ra do công tác dự báo khí tượng thủy văn của Việt Nam không tốt khi các dự báo của nước này đã có sự sai lệch so với dự báo của đài khí tượng khác trong khu vực. Giám đốc Trung tâm Dự báo khí tượng thủy văn Việt Nam phủ nhận khả năng dự báo sai, nhưng lại bị thay chức vài ngày sau đó. Vào năm 2016, khi bão Mirinae đổ bộ vào Nam Định, bản tin dự báo của Việt Nam được cho là đã đánh giá quá thấp cơn bão vào thời điểm đó, đã tạo ra tranh cãi lớn về dự báo và nhận định về bão, thậm chí có ý kiến cho rằng "dự báo là nhỏ nhưng lại ảnh hưởng lớn hơn rất nhiều so với cơn bão số 8 [Sơn Tinh] năm 2012". Trung tâm Dự báo khí tượng thủy văn quốc gia lúc đó cho rằng bão chỉ mạnh cấp 9–10 giật cấp 10–12, sau tăng lên cấp 10–13 và dự báo bão "sát với thực tế" và "sát với dự báo quốc tế". Dù vậy, Thủ tướng Chính phủ Việt Nam khi đó là ông Nguyễn Xuân Phúc đã đề nghị Bộ Tài nguyên và Môi trường Việt Nam "rút kinh nghiệm sâu sắc" do dự báo bão không chính xác. Đầu năm 2017, Trung tâm Dự báo khí tượng thủy văn Việt Nam mới công bố lại bão Mirinae mạnh cấp 12 giật cấp 15. Vào năm 2024, trong công tác dự báo và đánh giá bão Yagi tại Việt Nam, ngành khí tượng Việt Nam cũng vướng phải một số vấn đề, khi một báo cáo của ngành khí tượng nước này gửi lên Ủy ban Bão Châu Á–Thái Bình Dương ghi nhận sức gió tại Bãi Cháy là 50m/s (cấp 15) giật 63m/s (trên cấp 17) cùng với cường độ khi đổ bộ là cấp 14–15 giật cấp 17, trong khi các báo cáo công khai trong nước chỉ đánh giá bão mạnh từ cấp 10–12, hoặc 12–14 khi đổ bộ cùng sức gió trạm Bãi Cháy là 45m/s giật 62m/s (cấp 14 giật cấp 17), và nhận về những đánh giá "chưa tính toán, dự báo được gió giật mạnh trên cấp siêu bão (cấp 17) trên đất liền (chưa từng xảy ra trong lịch sử) và thời gian tồn lưu bão kéo dài hơn bình thường". Thủ tướng Việt Nam khi đó là Phạm Minh Chính cũng khẳng định ngành khí tượng Việt Nam chưa dự báo được bão Yagi giật cấp 17 trên đất liền trong một phiên họp.
Năm 2024, Nghị định 155/2024/NĐ–CP được Chính phủ Việt Nam ban hành nhằm xử phạt các hành vi vi phạm hành chính trong lĩnh vực khí tượng thủy văn. Theo Nghị định này, việc truyền, phát sai lệch bản tin dự báo hoặc đưa tin sai lệch về hoạt động dự báo, cảnh báo khí tượng thủy văn có thể bị phạt tiền đến 40 triệu đồng. Hành vi che giấu hoặc không cung cấp thông tin, dữ liệu quan trắc khí tượng thuỷ văn cũng có thể bị phạt tiền từ 20 đến 25 triệu đồng.

## Trong văn hóa đại chúng và cộng đồng

### Văn hóa
Do là quốc gia chịu ảnh hưởng thường xuyên bởi bão và áp thấp nhiệt đới, người dân Việt Nam đã ghi chép lại, đúc kết thành nhiều câu tục ngữ nhằm truyền dạy các kinh nghiệm dân gian để dự đoán thiên tai bão lụt. Chẳng hạn, trong việc dự đoán bão, người Việt đã có các câu tục ngữ "Cơn đằng Tây mưa dây bão giật", "Ráng mỡ gà có nhà thì giữ". Nhiều người dân tại Việt Nam còn dựa vào những thay đổi và biến động của tự nhiên, như mặt trăng, các loại cây cối, các loài động vật, nhằm đoán biết khả năng có thể xảy ra thiên tai lớn như bão, lụt. Trong việc quản trị phòng chống bão lũ tại Việt Nam những năm gần đây, kinh nghiệm dân gian đã được vận dụng và kết hợp với các phượng tiện dự báo thời tiết hiện đại để dự báo, nhận định thời tiết. Ngoài ra, câu tục ngữ "Năm Thìn bão lụt" cũng ra đời để ám chỉ rằng những năm Thìn âm lịch là thường có bão to, lụt lớn, mà nguồn gốc được cho là bắt đầu từ một trận bão lớn tại Nam Kỳ vào năm Giáp Thìn (1904).
Hình ảnh bão và áp thấp nhiệt đới tại Việt Nam cũng đã xuất hiện trong thơ ca, âm nhạc. Trong bài thơ "Hạt gạo làng ta" của nhà thơ Trần Đăng Khoa, nội dung "có bão tháng bảy" nằm trong một câu thơ. Bài thơ "Mẹ vắng nhà ngày bão" của Đặng Hiển cũng đã lấy bối cảnh bão để làm chất liệu sáng tác và được đưa vào sách giáo khoa phổ thông của Việt Nam từ năm 1981. Nhạc sĩ Trương Tuyết Mai đã sáng tác bài hát nổi tiếng "Huế tình yêu của tôi" trong bối cảnh ngay sau khi cơn bão Cecil năm 1985 tàn phá Huế, được xem như bài hát thành công nhất của bà.

### Đi "bão"

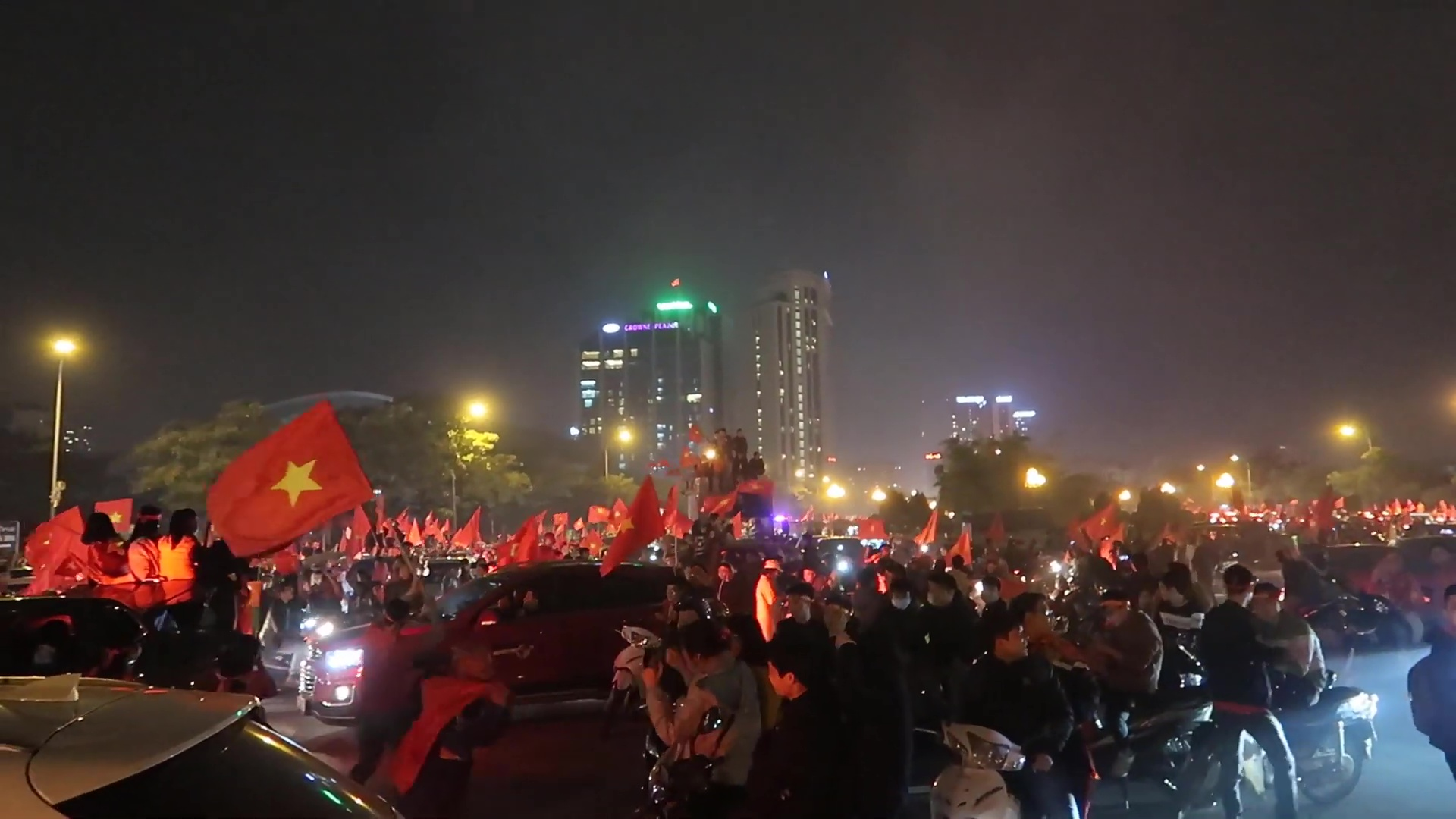
Đi bão vào đêm ngày 15 tháng 12 năm 2018

Trong cộng đồng Việt Nam, từ "bão" ám chỉ các cuộc xuống đường ăn mừng tự phát của người dân, chủ yếu là giới trẻ, tại các tuyến phố ở các đô thị lớn. Phần lớn các cuộc đi "bão" của người Việt Nam xuất phát từ những chiến thắng của các cấp độ đội tuyển bóng đá quốc gia Việt Nam tại các giải đấu quốc tế, nhất là trong các trận chung kết. Phương tiện đi "bão" của người Việt rất đa dạng, từ các loại xe cơ giới đến kèn, cờ, hoa,... Trong các cuộc bão đêm, nhiều người Việt còn gõ, đập cả các vật dụng như xoong, nồi, mâm, chảo để thể hiện sự ăn mừng chiến thắng. Một số cầu thủ bóng đá Việt Nam rất phấn khích trước sự hâm mộ cuồng nhiệt của người dân Việt Nam qua các cuộc đi bão. Chủ tịch Liên đoàn Bóng đá thế giới Gianni Infantino cũng bày tỏ thái độ "ấn tượng", "tò mò" trước những cuộc xuống đường đi "bão" của người dân Việt Nam khi đội tuyển U-23 của nước này giành thành tích tốt tại Giải vô địch bóng đá U-23 châu Á 2018.
Tuy nhiên, việc đi "bão" của người Việt cũng để lại nhiều ý kiến trái chiều, khi một số đêm đi "bão" đã xảy ra các vụ đua xe, nẹt pô, thậm chí là tai nạn, ẩu đả gây chết người, cũng như những vi phạm luật lệ giao thông và làm lực lượng cảnh sát giao thông khó có thể điều tiết. Nhà báo Nguyễn Lưu từng chỉ trích hành vi đi bão trên đường phố, gọi đó là "văn hóa hâm mộ lệch lạc" và là dấu hiệu của "dân trí thấp". Có ý kiến cho rằng những cuộc đi "bão" (bão "địa sinh") còn nguy hiểm hơn các cơn bão từ biển theo nghĩa đen (bão "hải sinh"). Tuy nhiên, khi đội tuyển Việt Nam giành chiến thắng trước đội tuyển Thái Lan trong trận chung kết Giải vô địch bóng đá ASEAN 2024 vào đầu năm 2025, trùng với thời điểm Nghị định 168/2024/NĐ–CP của nước này có hiệu lực, người hâm mộ Việt Nam khi xuống đường đi "bão" đã chấp hành nghiêm và tuân thủ các luật lệ về giao thông, không vượt đèn đỏ, thể hiện tinh thần trách nhiệm ngày càng tăng giữa những người tham gia cuộc vui.